# 韦尔泽河
韦尔泽河（法語：Verzée，法語發音：[vɛʁze]）是法国卢瓦尔河地区大区大西洋卢瓦尔省与曼恩-卢瓦尔省的河流，是烏東河的右支流，长52.1千米，发源自苏当，于瑟格雷流入韦尔泽河。